# Frédéric-Guillaume III de Saxe-Altenbourg
 (septembre 2022).
Titre
Duc de Saxe-Altenbourg
22 avril 1669 – 14 avril 1672
Frédéric-Guillaume III (12 juillet 1657, Altenbourg – 14 avril 1672, Altenbourg) est duc de Saxe-Altenbourg de 1669 à sa mort.

## Biographie
Il est le deuxième fils du duc Frédéric-Guillaume II et de sa deuxième femme, Madeleine-Sibylle de Saxe. Il devient l'héritier du duché à la mort de son frère aîné Christian, en 1663, et succède à son père à l'âge de 12 ans. Ses oncles maternels, l'électeur Jean-Georges II de Saxe et le duc Maurice de Saxe-Zeitz, assurent la régence. Frédéric-Guillaume III meurt de la variole trois ans plus tard. La première lignée de Saxe-Altenbourg s'éteint avec lui ; le duché est partagé entre Saxe-Gotha et Saxe-Weimar.